# Jezdec jménem smrt
Jezdec jménem smrt je ruský historický dramatický film režiséra Karena Šachnazarova.

## Osoby a obsazení
| Andrej Panin         | Žorž – Boris Savinkov            |
| Xenie Rappoportová   | Erna                             |
| Arťom Semakin        | Váňa – Ivan Kaljajev             |
| Rostislav Beršauer   | Fjodor                           |
| Anastázie Makajevová | Elena                            |
| Alexej Kazakov       | Henrich                          |
| Dmitrij Ďužev        | Valentin Kuzmič – Jevno Azef     |
| Valerij Storožik     | Manžel Eleny                     |
| Dmitrij Gusev        | Gaškes                           |
| Vasilij Zotov        | Velkokníže – Sergej Alexandrovič |
| Anna Gorškovová      | Rogoznikovová                    |

## Děj filmu
V roce 1904 bylo Ruské impérium šokováno sérií krutých a chladnokrevných vražd. Vojenští i vládní prominenti se stali oběťmi teroristů a ani jejich vysoké postavení a ochrana jim nepomohly utéci před krutými kriminálníky.
Na večírku se teroristé, členové Strany socialistů-revolucionářů, domluví, že zabijí velkoknížete. Velitelem skupiny je Angličan Žorž Brien a jeho pomocníci jsou Váňa, Fjodor a Henrich.
První pokus nedopadá úspěšně. Když jsou atentátníci připraveni, jede kočár s velkoknížetem na jinou stranu, než kde stáli vrazi.
Druhý pokus je o něco úspěšnější. Když kočár jede kolem atentátníků, ten kdo hodí bombu první, má být Váňa. Ten však vidí v kočáru děti a ze soucitu bombu nehodí. To samé udělá Henrich. Jediný, kdo zbývá, je Fjodor. Ten bombu hodí, ale ta nevybouchne. Fjodor utíká, pronásledován policisty a nakonec v bezvýsledné situaci páchá sebevraždu. Poté je Henrich vyloučen ze skupiny.
Při těchto pokusech se Žorž tajně schází s Elenou, manželkou důstojníka. Chce, aby se stala jeho ženou, ta však odmítá.
Při třetím pokusu o smrt velkoknížete zbývá jen Váňa a Žorž. Váňa hází, ale místo velkoknížete umírá několik místních lidí včetně jeho.
Žorž se nakonec dozvídá, že velkokníže bude ve Velkém divadle na představení. Žorž usedá a na začátku představení se vytratí. Přijde do lóže velkoknížete a konečně ho zastřelí.
Druhý den poté vyzývá Elenina manžela, aby odjel z města. Ten odmítá, a tak umírá Žoržovou rukou. Teprve teď si Žorž uvědomuje, že zabil člověka. Elenu už poté nikdy neuvidí.